# Broncoscopia operativa
La broncoscopia operativa è una pratica chirurgica che consiste in una serie di manovre semi-invasive, eseguite nel corso di un broncoscopia.
Si tratta quasi sempre di operazioni di medicina d'urgenza, utili soprattutto per estrarre corpi estranei inalati, disostruire i bronchi manualmente o con l'uso di un laser, o addirittura posizionare degli stent bronchiali. Spesso prevedono l'impiego di trattamenti anestetici, solitamente locali, tenendo il paziente dunque sveglio.